# Пратап Поттан
Пратап К. Поттан (малаял. പ്രതാപ് കെ. പോത്തൻ; 13 августа 1952, Тривандрам, Траванкор-Кочин — 15 июля 2022, Ченнаи) — индийский актёр, кинорежиссёр
 и сценарист. Лауреат Премии Индиры Ганди и Filmfare Awards South.

## Биография
Родился 13 августа 1952 года в Тривандраме. Когда ему было 15 лет, скончался его отец Колатинкал Поттан. После завершения учебы в школе Лоуренса в Ути Пратап поступил в Мадрасский христианский колледж.
Начал карьеру в рекламном агентстве в Бомбее в качестве копирайтера. Затем работал в Мадрасе в Supriya Films, которым руководил его брат, Хари Поттен.
Параллельно с работой Пратап участвовал в театральных постановках The Madras Players. Зная об этом, режиссёр фильмов на малаялам Бхаратан предложил ему комическую роль в своём Aaravam (1978), от которой ранее отказался Чо Рамасаи. В следующем фильме Бхаратана Thakara (1979) актёр играл уже главную роль — умственно отсталого парня, который влюбляется в дочь своего наставника. Впечатленный его выступлением в Thakara, режиссёр Балу Махендра ему роль второго плана в тамильской картине Azhiyatha Kolangal, вышедшей в конце того же года. В 1980 году Бхаратан выпустил ещё два фильма с Пратапом — Lorry и Chamaram. В первом актёр появился в образе бедного уборщика грузовиков, а во втором — бунтаря-студента, влюбившегося в свою учительницу. В том же году он вновь снялся у Балу Махендры в триллере Moodu Pani и впервые у К. Балачандера — в Varumayin Niram Sivappu и Дж. Махендрана — в Nenjathai Killathe. Thakara и Chamaram принесли актёру премии Filmfare за лучшую мужскую роль в фильме на малаялам.
На съёмках Пратап встретил актрису Радхику, на которой женился в 1985 году. В том же году он дебютировал как режиссёр с фильмом Meendum Oru Kaathal Kathai на тамильском языке, месте с женой исполнив в нём главные роли. Его персонаж здесь — Гуппи — веселый невинный человек с задержкой в развитии, надолго запомнился зрителям. Картина также принесла ему премию Индиры Ганди за лучший режиссёрский дебют. Однако его брак закончился разводом уже в следующем году. 
Позже он снял Камала Хасана в Vettri Vizhaa (1989), Сатьяраджа в Jeeva (1988) и Magudam (1992), Наполеона в Seevalaperi Pandi (1994) и Картика в Lucky Man (1995). Он также поставил фильмы Rithubhedam (1987), Daisy (1988) и Oru Yathramozhi (1997) на малаялам и Chaitanya (1991) на телугу. Rithubhedam принёс ему премию Filmfare за лучшую режиссуру.
В 1990 году он женился на Амале Сатьянатх. У пары родилась дочь Кейя Потан. Они прожили вместе 22 года и развелись в 2012 году.
После смерти своего брата Хари в конце 1990-х Пратап вернулся в Кералу.
Его рекламное агентство Green Apple снимало ролики в том числе для MRF Tyres, Сачина Тендулкара и Брайана Лара, но к режиссуре он больше не возвращался. В середине 2000-х он снова стал сниматься в кино и снялся в таких фильмах как Thanmathra (2005), «Между ним и мной» (2012) и «Бангалорские дни» (2014). В 2012 году он без особых усилий предстал в образе англоговорящего умного злодея в «Девушка двадцати двух лет из Коттаяма» (2012). Режиссёр фильма Ашик Абу взял его и в свой следующий проект Idukki Gold (2013), где Пратап сыграл одного из стариков, вместе вспоминающих свою юность.
В последний раз актёр появился на экране в триллере CBI 5: The Brain (2022).
Утром 15 июля 2022 года Пратап был найден умершим во сне в своей квартире в Ченнаи.